# Lindisfarne (Montana)
Lindisfarne es un lugar designado por el censo ubicado en el condado de Lake en el estado estadounidense de Montana. En el Censo de 2010 tenía una población de 284 habitantes y una densidad poblacional de 41,77 personas por km².

## Geografía
Lindisfarne se encuentra ubicado en las coordenadas 47°48′16″N 114°14′7″O / 47.80444, -114.23528. Según la Oficina del Censo de los Estados Unidos, Lindisfarne tiene una superficie total de 6.8 km², de la cual 6.68 km² corresponden a tierra firme y (1.79%) 0.12 km² es agua.

## Demografía
Según el censo de 2010, había 284 personas residiendo en Lindisfarne. La densidad de población era de 41,77 hab./km². De los 284 habitantes, Lindisfarne estaba compuesto por el 92.25% blancos, el 0% eran afroamericanos, el 5.28% eran amerindios, el 0% eran asiáticos, el 0% eran isleños del Pacífico, el 0% eran de otras razas y el 2.46% pertenecían a dos o más razas. Del total de la población el 4.23% eran hispanos o latinos de cualquier raza.